# FIFA-Konföderationen-Pokal 1997/Spiele
Diese Seite enthält alle Spiele des FIFA-Konföderationen-Pokals 1997 in Riad Saudi-Arabien mit statistischen Details.

## Gruppe A
| Pl. | Land          | Sp. | S | U | N | Tore    | Diff. | Punkte |
| --- | ------------- | --- | - | - | - | ------- | ----- | ------ |
| 1.  | Brasilien     | 3   | 2 | 1 | 0 | 006:200 | +4    | 07     |
| 2.  | Australien    | 3   | 1 | 1 | 1 | 003:200 | +1    | 04     |
| 3.  | Mexiko        | 3   | 1 | 0 | 2 | 008:600 | +2    | 03     |
| 4.  | Saudi-Arabien | 3   | 1 | 0 | 2 | 001:800 | −7    | 03     |

### Saudi-Arabien – Brasilien 0:3 (0:0)
| Saudi-Arabien                                                        | Saudi-Arabien | Brasilien | Brasilien |
| -------------------------------------------------------------------- | --- | --- | --------- |
| Saudi-Arabien                                                        | \| Freitag, 12. Dezember 1997 um 16:15 Uhr in Riad (König-Fahd-Stadion) \| \| Zuschauer: 50.000 \| \| Schiedsrichter: Nikolai Lewnikow ( Russland) \| | \| Freitag, 12. Dezember 1997 um 16:15 Uhr in Riad (König-Fahd-Stadion) \| \| Zuschauer: 50.000 \| \| Schiedsrichter: Nikolai Lewnikow ( Russland) \|                                                  | Brasilien |
| Saudi-Arabien                                                        | Mohammed al-Deayea – Mohammed al-Jahani, Mohammed al-Khilaiwi, Abdullah Zubromawi, Ibrahim al-Harbi – Hussein Suleimani, Khalid al-Muwallid , Khamis al-Dosari, Sami al-Jaber – Said al-Uwairan (44. Khalid al-Temawi), Fahad al-Mehallel (63. Ibrahim al-Shahrani) Cheftrainer: Otto Pfister ( Deutschland) | Dida – Cafu (75. Zé Maria), Aldair, Júnior Baiano, Zé Roberto – Leonardo (72. Juninho Paulista), César Sampaio, Flávio Conceição, Denilson (73. Rivaldo) – Ronaldo, Romário Cheftrainer: Mário Zagallo | Brasilien |
| Saudi-Arabien                                                        | 0:1 César Sampaio (65.) 0:2 Romário (73.) 0:3 Romário (80.) | | Brasilien |
| Saudi-Arabien                                                        | Abdullah Sulaiman Zubromawi (28.) | Cafu (72.) | Brasilien |
| Saudi-Arabien                                                        | Abdullah Sulaiman Zubromawi (64.) | | Brasilien |
| Freitag, 12. Dezember 1997 um 16:15 Uhr in Riad (König-Fahd-Stadion) | | |           |
| Zuschauer: 50.000                                                    | | |           |
| Schiedsrichter: Nikolai Lewnikow ( Russland)                         | | |           |

### Mexiko – Australien 1:3 (0:1)
| Mexiko                                                               | Mexiko | Australien | Australien |
| -------------------------------------------------------------------- | --- | --- | ---------- |
| Mexiko                                                               | \| Freitag, 12. Dezember 1997 um 19:00 Uhr in Riad (König-Fahd-Stadion) \| \| Zuschauer: 15.000 \| \| Schiedsrichter: Pirom Anprasert ( Thailand) \| | \| Freitag, 12. Dezember 1997 um 19:00 Uhr in Riad (König-Fahd-Stadion) \| \| Zuschauer: 15.000 \| \| Schiedsrichter: Pirom Anprasert ( Thailand) \| | Australien |
| Mexiko                                                               | Oswaldo Sánchez – Claudio Suárez , José Francisco Gabriel (63. Luis Hernández), Raúl Lara, Braulio Luna – Ramón Ramírez, Pável Pardo, Isaac Terrazas (66. Salvador Carmona), José Manuel Abundis – Paulo César Chávez (46. Luis García), Cuauhtémoc Blanco Cheftrainer: Manuel Lapuente | Zeljko Kalac – Steve Horvat, Stan Lazaridis, Alex Tobin , Ned Zelic – Robert Slater (78. Ernie Tapai), Craig Foster, Mark Viduka (73. Damian Mori), Aurelio Vidmar (46. Robbie Hooker) – Tony Vidmar, John Aloisi Cheftrainer: Terry Venables ( England) | Australien |
| Mexiko                                                               | 1:2 Luis Hernández (80.) | 0:1 Mark Viduka (45.) 0:2 John Aloisi (59.) 1:3 Damian Mori (90.) | Australien |
| Mexiko                                                               | Ned Zelic (64.), Robbie Slater (77.), Zeljko Kalac (80.) | | Australien |
| Freitag, 12. Dezember 1997 um 19:00 Uhr in Riad (König-Fahd-Stadion) | | |            |
| Zuschauer: 15.000                                                    | | |            |
| Schiedsrichter: Pirom Anprasert ( Thailand)                          | | |            |

### Saudi-Arabien – Mexiko 0:5 (0:1)
| Saudi-Arabien                                                        | Saudi-Arabien | Mexiko | Mexiko |
| -------------------------------------------------------------------- | --- | --- | ------ |
| Saudi-Arabien                                                        | \| Sonntag, 14. Dezember 1997 um 17:50 Uhr in Riad (König-Fahd-Stadion) \| \| Zuschauer: 15.000 \| \| Schiedsrichter: Ian McLeod ( Südafrika) \| | \| Sonntag, 14. Dezember 1997 um 17:50 Uhr in Riad (König-Fahd-Stadion) \| \| Zuschauer: 15.000 \| \| Schiedsrichter: Ian McLeod ( Südafrika) \| | Mexiko |
| Saudi-Arabien                                                        | Mohammed al-Deayea – Mohammed al-Jahani, Mohammed al-Khilaiwi, Hussein Suleimani, Mohammed al-Sahafi – Ibrahim al-Harbi, Khalid al-Muwallid , Khamis al-Dosari, Sami al-Jaber – Said al-Uwairan (45. Khalid al-Temawi), Fahad al-Mehallel Cheftrainer: Otto Pfister ( Deutschland) | Oswaldo Sánchez – Claudio Suárez , Germán Villa, Duilio Davino, Raúl Lara (56. Markus López) – Braulio Luna (46. Luis Hernández), Pável Pardo, Francisco Palencia, Salvador Carmona – Paulo César Chávez, Cuauhtémoc Blanco Cheftrainer: Manuel Lapuente | Mexiko |
| Saudi-Arabien                                                        | 0:1 Francisco Palencia (20.) 0:2 Francisco Palencia (62.) 0:3 Cuauhtémoc Blanco (68.) 0:4 Braulio Luna (75.) 0:5 Cuauhtémoc Blanco (76.) | | Mexiko |
| Saudi-Arabien                                                        | Khamis al-Dossari (48.), Khalid al-Muwallid (51.) | Germán Villa (79.), Duilio Davino (88.) | Mexiko |
| Sonntag, 14. Dezember 1997 um 17:50 Uhr in Riad (König-Fahd-Stadion) | | |        |
| Zuschauer: 15.000                                                    | | |        |
| Schiedsrichter: Ian McLeod ( Südafrika)                              | | |        |

### Australien – Brasilien 0:0
| Australien                                                           | Australien | Brasilien | Brasilien |
| -------------------------------------------------------------------- | --- | --- | --------- |
| Australien                                                           | \| Sonntag, 14. Dezember 1997 um 20:00 Uhr in Riad (König-Fahd-Stadion) \| \| Zuschauer: 15.000 \| \| Schiedsrichter: Lucien Bouchardeau ( Niger) \| | \| Sonntag, 14. Dezember 1997 um 20:00 Uhr in Riad (König-Fahd-Stadion) \| \| Zuschauer: 15.000 \| \| Schiedsrichter: Lucien Bouchardeau ( Niger) \|                                  | Brasilien |
| Australien                                                           | Mark Bosnich – Steve Horvat, Stan Lazaridis, Milan Ivanović, Alex Tobin – Ned Zelic, Craig Foster, Mark Viduka (90. Matthew Bingley), Aurelio Vidmar (60. Ernie Tapai) – Tony Vidmar, John Aloisi (70. Damian Mori) Cheftrainer: Terry Venables ( England) | Dida – Zé Maria, Aldair, Júnior Baiano, Roberto Carlos – Leonardo , Flávio Conceição, César Sampaio (88. Doriva), Rivaldo (64. Denilson) – Bebeto, Ronaldo Cheftrainer: Mário Zagallo | Brasilien |
| Australien                                                           | Steve Horvat (45), Damian Mori (77.) | Bebeto (27.), Rivaldo (38.) | Brasilien |
| Sonntag, 14. Dezember 1997 um 20:00 Uhr in Riad (König-Fahd-Stadion) | | |           |
| Zuschauer: 15.000                                                    | | |           |
| Schiedsrichter: Lucien Bouchardeau ( Niger)                          | | |           |

### Saudi-Arabien – Australien 1:0 (1:0)
| Saudi-Arabien                                                         | Saudi-Arabien | Australien | Australien |
| --------------------------------------------------------------------- | --- | --- | ---------- |
| Saudi-Arabien                                                         | \| Dienstag, 16. Dezember 1997 um 17:50 Uhr in Riad (König-Fahd-Stadion) \| \| Zuschauer: 20.000 \| \| Schiedsrichter: Javier Castrilli ( Argentinien) \| | \| Dienstag, 16. Dezember 1997 um 17:50 Uhr in Riad (König-Fahd-Stadion) \| \| Zuschauer: 20.000 \| \| Schiedsrichter: Javier Castrilli ( Argentinien) \|                                                                                                 | Australien |
| Saudi-Arabien                                                         | Mohammed al-Deayea – Mohammed al-Khilaiwi, Abdullah Sulaiman Zubromawi, Ahmad Al-Dokhi Al-Dossari, Hussein Suleimani – Ibrahim al-Harbi, Khalid al-Muwallid (77. Khalid al-Temawi), Khamis al-Dosari, Sami al-Jaber – Said al-Uwairan (90. Khamis al-Zahrani), Fahad al-Mehallel (67. Obaid al-Dosari) Cheftrainer: Otto Pfister ( Deutschland) | Mark Bosnich – Steve Horvat, Stan Lazaridis, Milan Ivanović, Alex Tobin – Ned Zelic, Robert Slater, Craig Foster, Josip Skoko (74. Aurelio Vidmar) – Damian Mori (66. Harry Kewell), John Aloisi (66. Mark Viduka) Cheftrainer: Terry Venables ( England) | Australien |
| Saudi-Arabien                                                         | 1:0 Mohamed al-Khilaiwi (40.) | | Australien |
| Saudi-Arabien                                                         | Mohamed al-Khilaiwi (50.) | Steve Horvat (42.), Milan Ivanović (85.) | Australien |
| Dienstag, 16. Dezember 1997 um 17:50 Uhr in Riad (König-Fahd-Stadion) | | |            |
| Zuschauer: 20.000                                                     | | |            |
| Schiedsrichter: Javier Castrilli ( Argentinien)                       | | |            |

### Brasilien – Mexiko 3:2 (1:0)
| Brasilien                                                                 | Brasilien | Mexiko | Mexiko |
| ------------------------------------------------------------------------- | --- | --- | ------ |
| Brasilien                                                                 | \| Dienstag, 16. Dezember 1997 um 20:00 Uhr in Riad (König-Fahd-Stadion) \| \| Zuschauer: 20.000 \| \| Schiedsrichter: Ian McLeod ( Südafrika) (46. Pirom Anprasert ( Thailand)) \|                | \| Dienstag, 16. Dezember 1997 um 20:00 Uhr in Riad (König-Fahd-Stadion) \| \| Zuschauer: 20.000 \| \| Schiedsrichter: Ian McLeod ( Südafrika) (46. Pirom Anprasert ( Thailand)) \|                                                                            | Mexiko |
| Brasilien                                                                 | Dida (82. Rogério Ceni) – Zé Maria, Aldair, Júnior Baiano, Roberto Carlos – Juninho Paulista, Carlos Dunga , Flávio Conceição, Denilson – Ronaldo (46. Bebeto), Romário Cheftrainer: Mário Zagallo | Óscar Pérez Rojas – Claudio Suárez , José Francisco Gabriel (61. Luis García), Duilio Davino, Raúl Lara – Braulio Luna (46. Ramón Ramírez), Pável Pardo, Francisco Palencia, Salvador Carmona – Luis Hernández, Cuauhtémoc Blanco Cheftrainer: Manuel Lapuente | Mexiko |
| Brasilien                                                                 | 1:0 Romário (41., Elfm.) 2:1 Denilson (61.) 3:1 Júnior Baiano (66.) | 1:1 Cuauhtémoc Blanco (51.) 3:2 Ramón Ramírez (90.) | Mexiko |
| Brasilien                                                                 | Dunga (45.) | Cuauhtémoc Blanco (41.) | Mexiko |
| Dienstag, 16. Dezember 1997 um 20:00 Uhr in Riad (König-Fahd-Stadion)     | | |        |
| Zuschauer: 20.000                                                         | | |        |
| Schiedsrichter: Ian McLeod ( Südafrika) (46. Pirom Anprasert ( Thailand)) | | |        |

## Gruppe B
| Pl. | Land       | Sp. | S | U | N | Tore    | Diff. | Punkte |
| --- | ---------- | --- | - | - | - | ------- | ----- | ------ |
| 1.  | Uruguay    | 3   | 3 | 0 | 0 | 008:400 | +4    | 09     |
| 2.  | Tschechien | 3   | 1 | 1 | 1 | 009:500 | +4    | 04     |
| 3.  | VAE        | 3   | 1 | 0 | 2 | 002:800 | −6    | 03     |
| 4.  | Südafrika  | 3   | 0 | 1 | 2 | 005:700 | −2    | 01     |

### Vereinigte Arabische Emirate – Uruguay 0:2 (0:1)
| Vereinigte Arabische Emirate                                           | Vereinigte Arabische Emirate | Uruguay | Uruguay |
| ---------------------------------------------------------------------- | --- | --- | ------- |
| Vereinigte Arabische Emirate                                           | \| Sonnabend, 13. Dezember 1997 um 17:15 Uhr in Riad (König-Fahd-Stadion) \| \| Zuschauer: 13.000 \| \| Schiedsrichter: Ramesh Ramdhan ( Trinidad und Tobago) \| | \| Sonnabend, 13. Dezember 1997 um 17:15 Uhr in Riad (König-Fahd-Stadion) \| \| Zuschauer: 13.000 \| \| Schiedsrichter: Ramesh Ramdhan ( Trinidad und Tobago) \|                                                                                  | Uruguay |
| Vereinigte Arabische Emirate                                           | Mushin Musabbeh Faraj – Hassan Suhail Mubarak, Ismail Rashid Ismail Marzooq, Abdulsalam Juma al-Janoubi (84. Abdulla Munther), Mohamed Ali Kasla (73. Adnan al-Talyani) – Saad Bakheet Mubarak, Mohamed Ahmed Adel, Yaser Salem Ali (73. Khamees Saad Mubarak), Ahmed Hassan Saeed – Ali Hassan Gholam, Mohamed Obaid al-Zahiri Cheftrainer: Milan Máčala ( Tschechien) | Claudio Flores – Diego López, Paolo Montero, Gustavo Méndez, Gonzalo de los Santos – Edgardo Adinolfi, Pablo García, Líber Vespa (89. Pablo Hernández), Marcelo Zalayeta – Nicolás Olivera (75. Antonio Pacheco), Álvaro Recoba (54. Darío Silva) | Uruguay |
| Vereinigte Arabische Emirate                                           | 0:1 Nicolás Olivera (47.) 0:2 Antonio Pacheco (92.) | | Uruguay |
| Vereinigte Arabische Emirate                                           | Mohamed Ahmed Adel (28.) | | Uruguay |
| Sonnabend, 13. Dezember 1997 um 17:15 Uhr in Riad (König-Fahd-Stadion) | | |         |
| Zuschauer: 13.000                                                      | | |         |
| Schiedsrichter: Ramesh Ramdhan ( Trinidad und Tobago)                  | | |         |

### Südafrika – Tschechien 2:2 (1:2)
| Südafrika                                                              | Südafrika | Tschechische Republik | Tschechische Republik |
| ---------------------------------------------------------------------- | --- | --- | --------------------- |
| Südafrika                                                              | \| Sonnabend, 13. Dezember 1997 um 20:00 Uhr in Riad (König-Fahd-Stadion) \| \| Zuschauer: 11.000 \| \| Schiedsrichter: Javier Castrilli ( Argentinien) \|                                                                           | \| Sonnabend, 13. Dezember 1997 um 20:00 Uhr in Riad (König-Fahd-Stadion) \| \| Zuschauer: 11.000 \| \| Schiedsrichter: Javier Castrilli ( Argentinien) \|                                                                     | Tschechische Republik |
| Südafrika                                                              | Andre Arendse – Sizwe Motaung , Willem Jackson, Mark Fish, Doctor Khumalo (37. Dumisa Ngobe) – John Moshoeu, Helman Mkhalele, Brendan Augustine (74. Mark Williams), John Moeti – Phil Masinga, Neil Tovey Cheftrainer: Clive Barker | Pavel Srníček – Michal Horňák, Karel Rada, Petr Vlček – Radek Bejbl – Edvard Lasota, Zdeněk Svoboda, Jiří Němec , Pavel Nedvěd – Pavel Kuka (90. Radek Slončík), Vladimír Šmicer (83. Karel Poborský) Cheftrainer: Dušan Uhrin | Tschechische Republik |
| Südafrika                                                              | 1:1 Brendan Augustine (39.) 2:2 Helman Mkhalele (86.) | 0:1 Vladimír Šmicer (19.) 1:2 Vladimír Šmicer (40.) | Tschechische Republik |
| Südafrika                                                              | Phil Masinga (45.) | Petr Vlček (9), Jiří Němec (75.) | Tschechische Republik |
| Südafrika                                                              | Jiří Němec (82.) | | Tschechische Republik |
| Sonnabend, 13. Dezember 1997 um 20:00 Uhr in Riad (König-Fahd-Stadion) | | |                       |
| Zuschauer: 11.000                                                      | | |                       |
| Schiedsrichter: Javier Castrilli ( Argentinien)                        | | |                       |

### Vereinigte Arabische Emirate – Südafrika 1:0 (1:0)
| Vereinigte Arabische Emirate                                        | Vereinigte Arabische Emirate | Südafrika | Südafrika |
| ------------------------------------------------------------------- | --- | --- | --------- |
| Vereinigte Arabische Emirate                                        | \| Montag, 15. Dezember 1997 um 17:50 Uhr in Riad (König-Fahd-Stadion) \| \| Zuschauer: 11.000 \| \| Schiedsrichter: René Ortubé ( Bolivien) \| | \| Montag, 15. Dezember 1997 um 17:50 Uhr in Riad (König-Fahd-Stadion) \| \| Zuschauer: 11.000 \| \| Schiedsrichter: René Ortubé ( Bolivien) \| | Südafrika |
| Vereinigte Arabische Emirate                                        | Mushin Musabbeh Faraj – Hassan Suhail Mubarak, Ismail Rashid Ismail Marzooq, Saad Bakheet Mubarak, Mohamed Ahmed Adel – Adnan al-Talyani (70. Khamees Saad Mubarak), Yaser Salem Ali, Mohamed Ali Kasla (70. Abdulsalam al-Janoubi), Ahmed Hassan Saeed – Ali Hassan Gholam (81. Abdulla Munther), Mohamed Obaid al-Zahiri Cheftrainer: Milan Máčala ( Tschechien) | Andre Arendse – Sizwe Motaung , Willem Jackson (46. David Nyathi), Mark Fish, Phil Masinga – Dumisa Ngobe, Neil Tovey, John Moshoeu, Helman Mkhalele – Brendan Augustine (75. Mark Williams), John Moeti (82. Pollen Ndlanya) Cheftrainer: Clive Barker | Südafrika |
| Vereinigte Arabische Emirate                                        | 1:0 Hassan Suhail Mubarak (5.) | | Südafrika |
| Vereinigte Arabische Emirate                                        | Mohamed Obaid al-Zahiri (44.), Mushin Musabbeh Faraj (81.) | | Südafrika |
| Montag, 15. Dezember 1997 um 17:50 Uhr in Riad (König-Fahd-Stadion) | | |           |
| Zuschauer: 11.000                                                   | | |           |
| Schiedsrichter: René Ortubé ( Bolivien)                             | | |           |

### Tschechien – Uruguay 1:2 (0:1)
| Tschechische Republik                                               | Tschechische Republik | Uruguay | Uruguay |
| ------------------------------------------------------------------- | --- | --- | ------- |
| Tschechische Republik                                               | \| Montag, 15. Dezember 1997 um 20:00 Uhr in Riad (König-Fahd-Stadion) \| \| Zuschauer: 9.000 \| \| Schiedsrichter: Saad Mane ( Kuwait) \| | \| Montag, 15. Dezember 1997 um 20:00 Uhr in Riad (König-Fahd-Stadion) \| \| Zuschauer: 9.000 \| \| Schiedsrichter: Saad Mane ( Kuwait) \| | Uruguay |
| Tschechische Republik                                               | Pavel Srníček – Michal Horňák (70. Luboš Kozel), Karel Rada, Petr Vlček – Edvard Lasota (46. Martin Frýdek), Zdeněk Svoboda, Radek Bejbl, Pavel Nedvěd – Karel Poborský – Pavel Kuka (60. Horst Siegl), Vladimír Šmicer Cheftrainer: Dušan Uhrin | Claudio Flores – Diego López, Paolo Montero , Gustavo Méndez, Gonzalo de los Santos – Edgardo Adinolfi, Pablo García, Líber Vespa (87. Pablo Hernández), Marcelo Zalayeta – Nicolás Olivera (65. Álvaro Recoba), Darío Silva (77. Christian Callejas) Cheftrainer: Víctor Púa | Uruguay |
| Tschechische Republik                                               | 1:2 Horst Siegl (89.) | 0:1 Nicolás Olivera (26.) 0:2 Marcelo Zalayeta (88.) | Uruguay |
| Tschechische Republik                                               | Michal Horňák (19.), Karel Rada (43.), Zdeněk Svoboda (72.), Pavel Nedvěd (88.) | Paolo Montero (22.), Gustavo Méndez (45.), Gonzalo de los Santos (49.), Edgardo Adinolfi (54.), Marcelo Zalayeta (69.), Darío Silva (69.) | Uruguay |
| Tschechische Republik                                               | Karel Poborský (40.) | | Uruguay |
| Montag, 15. Dezember 1997 um 20:00 Uhr in Riad (König-Fahd-Stadion) | | |         |
| Zuschauer: 9.000                                                    | | |         |
| Schiedsrichter: Saad Mane ( Kuwait)                                 | | |         |

### Vereinigte Arabische Emirate – Tschechien 1:6 (0:4)
| Vereinigte Arabische Emirate                                          | Vereinigte Arabische Emirate | Tschechische Republik | Tschechische Republik |
| --------------------------------------------------------------------- | --- | --- | --------------------- |
| Vereinigte Arabische Emirate                                          | \| Mittwoch, 17. Dezember 1997 um 17:50 Uhr in Riad (König-Fahd-Stadion) \| \| Zuschauer: 8.000 \| \| Schiedsrichter: René Ortubé ( Bolivien) \| | \| Mittwoch, 17. Dezember 1997 um 17:50 Uhr in Riad (König-Fahd-Stadion) \| \| Zuschauer: 8.000 \| \| Schiedsrichter: René Ortubé ( Bolivien) \|                                                                                                | Tschechische Republik |
| Vereinigte Arabische Emirate                                          | Mushin Musabbeh Faraj – Hassan Suhail Mubarak, Ismail Rashid Ismail Marzooq, Saad Bakheet Mubarak, Mohamed Ahmed Adel (58. Abdulla Munther) – Adnan al-Talyani , Yaser Salem Ali (46. Khamees Saad Mubarak), Mohamed Ali Kasla, Ahmed Hassan Saeed – Ali Hassan Gholam, Mohamed Obaid al-Zahiri (46. Abdulsalam al-Janoubi) Cheftrainer: Milan Máčala ( Tschechien) | Pavel Srníček – Michal Horňák (65. Edvard Lasota), Karel Rada, Petr Vlček – Radek Bejbl – Vladimír Šmicer (75. Ivo Ulich), Zdeněk Svoboda, Jiří Němec , Pavel Nedvěd – Pavel Kuka, Horst Siegl (82. Vratislav Lokvenc) Cheftrainer: Dušan Uhrin | Tschechische Republik |
| Vereinigte Arabische Emirate                                          | 1:6 Adnan al-Talyani (78.) | 0:1 Mohamed Obaid al-Zahiri (11. Eigentor) 0:2 Pavel Nedvěd (22.) 0:3 Pavel Nedvěd (31.) 0:4 Vladimír Šmicer (42.) 0:5 Vladimír Šmicer (68.) 0:6 Vladimír Šmicer (71.)                                                                          | Tschechische Republik |
| Vereinigte Arabische Emirate                                          | Mohamed Ahmed Adel (8.), Ismail Rashid Ismail Marzooq (23.), Abdulla Munther (84.) | Jiří Němec (21.) | Tschechische Republik |
| Mittwoch, 17. Dezember 1997 um 17:50 Uhr in Riad (König-Fahd-Stadion) | | |                       |
| Zuschauer: 8.000                                                      | | |                       |
| Schiedsrichter: René Ortubé ( Bolivien)                               | | |                       |

### Uruguay – Südafrika 4:3 (2:1)
| Uruguay                                                               | Uruguay | Südafrika | Südafrika |
| --------------------------------------------------------------------- | --- | --- | --------- |
| Uruguay                                                               | \| Mittwoch, 17. Dezember 1997 um 20:00 Uhr in Riad (König-Fahd-Stadion) \| \| Zuschauer: 8.000 \| \| Schiedsrichter: Ramesh Ramdhan ( Trinidad und Tobago) \| | \| Mittwoch, 17. Dezember 1997 um 20:00 Uhr in Riad (König-Fahd-Stadion) \| \| Zuschauer: 8.000 \| \| Schiedsrichter: Ramesh Ramdhan ( Trinidad und Tobago) \|                                                                                         | Südafrika |
| Uruguay                                                               | Carlos Nicola – Diego López (69. Gonzalo de los Santos), Pablo Hernández, Carlos Díaz, César Pellegrín – Fabián Coelho (79. Líber Vespa), Christian Callejas, Martín Rivas, Antonio Pacheco (79. Pablo García) – Álvaro Recoba , Darío Silva Cheftrainer: Víctor Púa | Brian Baloyi – Sizwe Motaung (46. Willem Jackson), David Nyathi, Mark Fish, Phil Masinga – John Moshoeu (77. Jabulani Mnguni), Helman Mkhalele, Mark Williams (70. Pollen Ndlanya), John Moeti – Lucas Radebe , Eric Tinkler Cheftrainer: Clive Barker | Südafrika |
| Uruguay                                                               | 1:1 Darío Silva (12.) 2:1 Álvaro Recoba (42.) 3:1 Darío Silva (66.) 4:3 Christian Callejas (90.) | 0:1 Lucas Radebe (11.) 3:2 Helman Mkhalele (69.) 3:3 Pollen Ndlanya (77.) | Südafrika |
| Uruguay                                                               | John Moeti (20.), Eric Tinkler (54.) | | Südafrika |
| Mittwoch, 17. Dezember 1997 um 20:00 Uhr in Riad (König-Fahd-Stadion) | | |           |
| Zuschauer: 8.000                                                      | | |           |
| Schiedsrichter: Ramesh Ramdhan ( Trinidad und Tobago)                 | | |           |

## Halbfinale

### Brasilien – Tschechien 2:0 (0:0)
| Brasilien                                                            | Brasilien | Tschechische Republik | Tschechische Republik |
| -------------------------------------------------------------------- | --- | --- | --------------------- |
| Brasilien                                                            | \| Freitag, 19. Dezember 1997 um 15:15 Uhr in Riad (König-Fahd-Stadion) \| \| Zuschauer: 28.000 \| \| Schiedsrichter: Lucien Bouchardeau ( Niger) \|                                                              | \| Freitag, 19. Dezember 1997 um 15:15 Uhr in Riad (König-Fahd-Stadion) \| \| Zuschauer: 28.000 \| \| Schiedsrichter: Lucien Bouchardeau ( Niger) \|                                                                                         | Tschechische Republik |
| Brasilien                                                            | Dida – Cafu, Aldair, Júnior Baiano (70. Gonçalves), Roberto Carlos – Leonardo (46. Denilson), Carlos Dunga , Flávio Conceição (87. César Sampaio), Juninho Paulista – Ronaldo, Romário Cheftrainer: Mário Zagallo | Pavel Srníček – Michal Horňák (82. Karel Poborský), Karel Rada, Petr Vlček – Radek Bejbl (89. Luboš Kozel) – Edvard Lasota, Zdeněk Svoboda, Jiří Němec , Pavel Nedvěd (73. Ivo Ulich) – Pavel Kuka, Vladimír Šmicer Cheftrainer: Dušan Uhrin | Tschechische Republik |
| Brasilien                                                            | 1:0 Romário (54.) 2:0 Ronaldo (83.) | | Tschechische Republik |
| Brasilien                                                            | Júnior Baiano (20.), Cafu (24.), Aldair (35.), Dunga (77.) | Pavel Nedvěd (7.), Petr Vlček (64), Jiří Němec (68.) | Tschechische Republik |
| Freitag, 19. Dezember 1997 um 15:15 Uhr in Riad (König-Fahd-Stadion) | | |                       |
| Zuschauer: 28.000                                                    | | |                       |
| Schiedsrichter: Lucien Bouchardeau ( Niger)                          | | |                       |

### Uruguay – Australien 0:1 n.GG
| Uruguay                                                              | Uruguay | Australien | Australien |
| -------------------------------------------------------------------- | --- | --- | ---------- |
| Uruguay                                                              | \| Freitag, 19. Dezember 1997 um 19:00 Uhr in Riad (König-Fahd-Stadion) \| \| Zuschauer: 22.000 \| \| Schiedsrichter: Nikolai Lewnikow ( Russland) \|                                                                          | \| Freitag, 19. Dezember 1997 um 19:00 Uhr in Riad (König-Fahd-Stadion) \| \| Zuschauer: 22.000 \| \| Schiedsrichter: Nikolai Lewnikow ( Russland) \|                                                               | Australien |
| Uruguay                                                              | Claudio Flores – Diego López, Paolo Montero , Gustavo Méndez, Gonzalo de los Santos – Edgardo Adinolfi, Pablo García, Líber Vespa, Marcelo Zalayeta – Nicolás Olivera, Álvaro Recoba (81. Darío Silva) Cheftrainer: Víctor Púa | Mark Bosnich – Kevin Muscat, Stan Lazaridis, Milan Ivanović, Alex Tobin – Ned Zelic, Craig Foster, Mark Viduka, Aurelio Vidmar (80. Josip Skoko) – Harry Kewell, Tony Vidmar Cheftrainer: Terry Venables ( England) | Australien |
| Uruguay                                                              | 0:1 Harry Kewell (92.) | | Australien |
| Uruguay                                                              | Marcelo Zalayeta (4.), Gustavo Mendez (5.) | Kevin Muscat (28.) | Australien |
| Freitag, 19. Dezember 1997 um 19:00 Uhr in Riad (König-Fahd-Stadion) | | |            |
| Zuschauer: 22.000                                                    | | |            |
| Schiedsrichter: Nikolai Lewnikow ( Russland)                         | | |            |

## Spiel um Platz 3

### Tschechien – Uruguay 1:0 (0:0)
| Tschechische Republik                                                | Tschechische Republik | Uruguay | Uruguay |
| -------------------------------------------------------------------- | --- | --- | ------- |
| Tschechische Republik                                                | \| Sonntag, 21. Dezember 1997 um 17:50 Uhr in Riad (König-Fahd-Stadion) \| \| Zuschauer: 27.000 \| \| Schiedsrichter: Lucien Bouchardeau ( Niger) \|                                                                                                 | \| Sonntag, 21. Dezember 1997 um 17:50 Uhr in Riad (König-Fahd-Stadion) \| \| Zuschauer: 27.000 \| \| Schiedsrichter: Lucien Bouchardeau ( Niger) \| | Uruguay |
| Tschechische Republik                                                | Pavel Srníček – Milan Fukal, Karel Rada, Petr Vlček – Radek Bejbl (58. Edvard Lasota) – Vladimír Šmicer (78. Karel Poborský), Zdeněk Svoboda, Jiří Němec , Pavel Nedvěd – Pavel Kuka, Vratislav Lokvenc (88. Michal Horňák) Cheftrainer: Dušan Uhrin | Claudio Flores – Diego López (67. Pablo Hernández), Paolo Montero , Gustavo Méndez, Gonzalo de los Santos (46. Christian Callejas) – Edgardo Adinolfi, Pablo García, Líber Vespa (79. Darío Silva), Marcelo Zalayeta – Nicolás Olivera, Álvaro Recoba Cheftrainer: Víctor Púa | Uruguay |
| Tschechische Republik                                                | 1:0 Edvard Lasota (63.) | | Uruguay |
| Tschechische Republik                                                | Zdeněk Svoboda (29.), Jiří Němec (34.), Milan Fucal (78.), Karel Poborský (83.) | Gonzalo de los Santos (30.), Nicolás Olivera (35.), Darío Silva (90.), | Uruguay |
| Sonntag, 21. Dezember 1997 um 17:50 Uhr in Riad (König-Fahd-Stadion) | | |         |
| Zuschauer: 27.000                                                    | | |         |
| Schiedsrichter: Lucien Bouchardeau ( Niger)                          | | |         |

## Finale

### Brasilien – Australien 6:0 (3:0)
| Brasilien                                                            | Brasilien | Australien | Australien |
| -------------------------------------------------------------------- | --- | --- | ---------- |
| Brasilien                                                            | \| Sonntag, 21. Dezember 1997 um 21:00 Uhr in König-Fahd-Stadion (Riad) \| \| Zuschauer: 65.000 \| \| Schiedsrichter: Pirom Anprasert ( Thailand) \|        | \| Sonntag, 21. Dezember 1997 um 21:00 Uhr in König-Fahd-Stadion (Riad) \| \| Zuschauer: 65.000 \| \| Schiedsrichter: Pirom Anprasert ( Thailand) \| | Australien |
| Brasilien                                                            | Dida – Cafu, Aldair, Júnior Baiano, Roberto Carlos – Juninho Paulista, Carlos Dunga , César Sampaio, Denílson – Ronaldo, Romário Cheftrainer: Mário Zagallo | Mark Bosnich – Steve Horvat (55. Matt Bingley), Milan Ivanović, Alex Tobin , Tony Vidmar (31. Kevin Muscat) – Stan Lazaridis, Ned Zelic, Craig Foster, Aurelio Vidmar (31. John Aloisi) – Mark Viduka, Harry Kewell Cheftrainer: Terry Venables ( England) | Australien |
| Brasilien                                                            | 15′ 1:0 Ronaldo 27′ 2:0 Ronaldo 38′ 3:0 Romário 53′ 4:0 Romário 59′ (Strafstoß) 5:0 Ronaldo 75′ (Strafstoß) 6:0 Romário                                     | | Australien |
| Brasilien                                                            | Ronaldo (72.) | | Australien |
| Brasilien                                                            | Mark Viduka (24.) | | Australien |
| Sonntag, 21. Dezember 1997 um 21:00 Uhr in König-Fahd-Stadion (Riad) | | |            |
| Zuschauer: 65.000                                                    | | |            |
| Schiedsrichter: Pirom Anprasert ( Thailand)                          | | |            |